# راي كونولي
راي كونولي (بالإنجليزية: Ray Connolly)‏ هو كاتب سير وصحفي وكاتب سيناريو بريطاني، ولد في 1940 في لانكشر في المملكة المتحدة.

## وصلات خارجية
- راي كونولي على موقع IMDb (الإنجليزية)
- راي كونولي على موقع ميوزك برينز (الإنجليزية)
- راي كونولي على موقع قاعدة بيانات الفيلم (الإنجليزية)